# Ajdamir Aczimizow
Ajdamir Achmiedowicz Aczimizow (ros. Айдамир Ахмедович Ачмизов, ur. 1912 w aule Bolszoj Kiczmaj k. Soczi, zm. 2 grudnia 1942 pod aulem Nowkus-Artezian w rejonie nieftiekumskim w Kraju Stawropolskim) – radziecki wojskowy narodowości adygejskiej, czerwonoarmista, Bohater Związku Radzieckiego (1943).

## Życiorys
Ukończył Krasnodarski Instytut Pedagogiczny, pracował jako nauczyciel i dyrektor szkoły w rejonie tuapsińskim, w 1942 wstąpił do Armii Czerwonej. Był ładowaczem działa 2 samodzielnego konnego dywizjonu artylerii 10 Kubańskiej Kozackiej Kawaleryjskiej Dywizji Gwardii 4 Kubańskiego Kozackiego Kawaleryjskiego Korpusu Gwardii Frontu Zakaukaskiego, od sierpnia 1942 brał udział w walkach z Niemcami w Kraju Stawropolskim, 2 grudnia 1942 w walkach w rejonie nieftiekumskim zniszczył 5 niemieckich czołgów (2 ciężkie i 3 średnie), jednak sam zginął. W jego rodzinnej wsi jego imieniem nazwano szkołę, a przed szkołą, w której był nauczycielem i dyrektorem, ustawiono obelisk pamiątkowy.

## Odznaczenia
- Złota Gwiazda Bohatera Związku Radzieckiego (pośmiertnie, 31 marca 1943)
- Order Lenina (pośmiertnie, 31 marca 1943)
- Order Wojny Ojczyźnianej II klasy